# Adolf Kussmaul
Adolf Kussmaul (Adolf Kußmaul, ur. 22 lutego 1822 w Graben koło Karlsruhe, zm. 28 maja 1902 w Heidelbergu) – niemiecki lekarz i naukowiec. 
Profesor uniwersytetu w Erlangen (1859–1863), uniwersytetu we Fryburgu Bryzgowijskim (1863–1876) i uniwersytetu w Strasburgu (1876–1888). 
Był pionierem w dziedzinach gastroskopii i ezofagoskopii. W roku 1868 jako pierwszy na świecie wykonał badanie gastroskopowe wykorzystując w tym celu wziernik pęcherzowy. 5 lat później opisał śpiączkę cukrzycową, której towarzyszy tzw. oddech Kussmaula.
Od jego nazwiska nazwano w medycynie:
- oddech Kussmaula – występujący m.in. w kwasicy cukrzycowej
- objaw Kussmaula
- choroba Kussmaula (guzkowe zapalenie tetnic), opisane przez niego w 1866 roku.